# Oecetis pelengensis
Oecetis pelengensis är en nattsländeart som beskrevs av Jacquemart 1961. Oecetis pelengensis ingår i släktet Oecetis och familjen långhornssländor. Inga underarter finns listade i Catalogue of Life.